# Miguel Torga
Adolfo Correia da Rocha, conhecido pelo pseudónimo Miguel Torga (São Martinho de Anta, Sabrosa, 12 de agosto de 1907 – Santo António dos Olivais, Coimbra, 17 de janeiro de 1995), foi um dos mais extraordinários poetas e escritores portugueses do século XX.
Torga destacou-se como poeta, contista e memorialista, mas escreveu também romances, peças de teatro e ensaios. Foi laureado com o Prémio Camões de 1989, o mais importante da língua portuguesa.

## Biografia

### Primeiros anos e educação
Nasceu na localidade de São Martinho de Anta, em Vila Real a 12 de agosto de 1907. Oriundo de uma família humilde de Sabrosa, era filho de Francisco Correia da Rocha (1870 – 25 de abril de 1956) e Maria da Conceição de Barros (1870 – 31 de maio de 1948), trabalhadores rurais, naturais da freguesia de São Martinho de Anta.
Em 1917, aos dez anos, foi mandado para o Porto, instalando-se numa casa apalaçada, de parentes dos patrões da mãe. Fardado de branco, servia de porteiro, moço de recados, regava o jardim, limpava o pó, polia os metais da escadaria nobre e atendia campainhas. Foi despedido um ano depois, devido à constante insubmissão. Em 1918, foi mandado para o seminário de Lamego, onde viveu um dos anos cruciais da sua vida. Estudou português, geografia e história, aprendeu latim e ganhou familiaridade com os textos sagrados. Pouco depois, comunicou ao pai que não seria padre.
Emigrou para o Brasil, em 1920, ainda com treze anos, para trabalhar na fazenda do tio, proprietário de uma fazenda de café em Minas Gerais. Ao fim de quatro anos, o tio apercebe-se da sua inteligência e patrocina-lhe os estudos liceais no Ginásio Leopoldinense, em Leopoldina. Distingue-se como um aluno dotado. Em 1925, convicto de que ele viria a ser doutor em Coimbra, o tio propôs-se pagar-lhe os estudos como recompensa dos cinco anos de serviço, o que o levou a regressar a Portugal e a concluir os estudos liceais.

### Carreira profissional e literária
Em 1928, entra para a Faculdade de Medicina da Universidade de Coimbra e publica o seu primeiro livro de poemas, Ansiedade. Em 1929, com vinte e dois anos, deu início à colaboração na revista Presença, folha de arte e crítica, com o poema Altitudes. A revista, fundada em 1927 pelo grupo literário avançado de José Régio, Gaspar Simões e Branquinho da Fonseca era bandeira literária do grupo modernista e bandeira libertária da revolução modernista. Em 1930, rompe definitivamente com a revista Presença, junto com Edmundo Bettencourt e Branquinho da Fonseca, por «razões de discordância estética e razões de liberdade humana», assumindo uma posição independente. Nesse ano, publica o livro Rampa, lançando, no ano seguinte, Tributo e Pão Ázimo, e, em 1932, Abismo. Em colaboração com Branquinho da Fonseca, funda a revista Sinal, de efémera duração, e, em 1936, lança, junto com Albano Nogueira, o periódico Manifesto. Nesse ano, publica O Outro Livro de Job. Também se encontra colaboração da sua autoria na revista Litoral (1944-1945).
A obra de Torga traduz sua rebeldia contra as injustiças e seu inconformismo diante dos abusos de poder. Reflete sua origem aldeã, a experiência médica, em contacto com a gente pobre, e ainda os cinco anos que passou no Brasil (dos treze aos dezoito anos de idade), período que deixou impresso em Traço de União (impressões de viagem, 1955) e num personagem que lhe servia de alter ego em A criação do mundo, obra de ficção em vários volumes, publicada entre 1937 e 1939. As críticas que fez aí ao franquismo resultaram na sua prisão em 1940. Publica os livros A Terceira Voz em 1934, aonde pela primeira vez empregou o seu pseudónimo, Bichos em 1940, Contos da Montanha em 1941, Rua em 1942, O Sr. Ventura e Lamentação em 1943, Novos Contos da Montanha e Libertação em 1944, Vindima em 1945, Sinfonia em 1947, Nihil Sibi em 1948, Cântico do Homem em 1950, Pedras Lavradas em 1951, Poemas Ibéricos em 1952, e Orfeu Rebelde em 1958.
Crítico da praxe e das restantes tradições académicas, chama depreciativamente «farda» à capa e batina. Ama a cidade de Leiria, onde exerce a sua profissão de médico, a partir de 1939 e até 1942, onde escreve a maioria dos seus livros. Em 1933, concluiu a licenciatura em medicina pela Universidade de Coimbra. Começou a exercer a profissão nas terras agrestes transmontanas, pano de fundo de grande parte da sua obra. Dividiu seu tempo entre a clínica de otorrinolaringologia e a literatura.
Após a Revolução dos Cravos, que derrubou o Estado Novo, em 1974, Torga surge na política para apoiar a candidatura de Ramalho Eanes à presidência da República (1979). Era, porém, avesso à agitação e à publicidade e manteve-se distante de movimentos políticos e literários.
Autor prolífico, publicou mais de cinquenta livros, ao longo de seis décadas, e foi, várias vezes, indicado para o Prémio Nobel da Literatura.

### Casamento e últimos anos
Casou-se em Coimbra, a 27 de julho de 1940, com Andrée Crabbé, uma estudante belga que, enquanto aluna de estudos portugueses, com Vitorino Nemésio em Bruxelas, viera a Portugal fazer um curso de verão, na Universidade de Coimbra. O casal teve uma filha, Clara Rocha, nascida a 3 de outubro de 1955, e divorciada de Vasco Graça Moura.
Torga, sofrendo de cancro, publicou o seu último trabalho, em 1993, vindo a morrer a 17 de janeiro de 1995, na freguesia de Santo António dos Olivais, em Coimbra. A sua campa rasa em São Martinho de Anta tem uma torga plantada a seu lado, em honra ao poeta.

## A origem do pseudónimo
Em 1934, aos vinte e sete anos, Adolfo Correia Rocha cria o pseudónimo "Miguel" e "Torga". Miguel, em homenagem a dois grandes vultos da cultura ibérica: Miguel de Cervantes e Miguel de Unamuno. Já Torga é uma planta brava da montanha, que deita raízes fortes sob a aridez da rocha, de flor branca, arroxeada ou cor de vinho, com um caule incrivelmente rectilíneo.

## A obra de Torga
A obra de Torga tem um carácter humanista: criado nas serras transmontanas, entre os trabalhadores rurais, assistindo aos ciclos de perpetuação da natureza, Torga aprendeu o valor de cada homem, como criador e propagador da vida e da natureza: sem o homem, não haveria searas, não haveria vinhas, não haveria toda a paisagem duriense, feita de socalcos nas rochas, obra magnífica de muitas gerações de trabalho humano. Ora, estes homens e as suas obras levam Torga a revoltar-se contra a divindade transcendente a favor da imanência: para ele, só a humanidade seria digna de louvores, de cânticos, de admiração: (hinos aos deuses, não/os homens é que merecem/que se lhes cante a virtude/bichos que cavam no chão/atuam como parecem/sem um disfarce que os mude).
Para Miguel Torga, nenhum deus é digno de louvor: na sua condição omnisciente é-lhe muito fácil ser virtuoso, e enquanto ser sobrenatural não se lhe opõe qualquer dificuldade para fazer a natureza — mas o homem, limitado, finito, condicionado, exposto à doença, à miséria, à desgraça e à morte é também capaz de criar, e é sobretudo capaz de se impor à natureza, como os trabalhadores rurais transmontanos impuseram a sua vontade de semear a terra aos penedos bravios das serras. E é essa capacidade de moldar o meio, de verdadeiramente fazer a natureza, malgrado todas as limitações de bicho, de ser humano mortal que, ao ver de Torga, fazem do homem único ser digno de adoração.

### Poesia
- 1928 - Ansiedade
- 1930 - Rampa[4]
- 1931 - Abismo
- 1936 - O outro livro de Job[4][6]
- 1943 - Lamentação
- 1944 - Libertação
- 1946 - Odes
- 1948 - Sibi
- 1950 - Cântico do Homem
- 1952 - Alguns ibéricos
- 1954 - Penas do Purgatório
- 1958 - Orfeu rebelde[4][6]
- 1962 - Câmara ardente
- 1965 - Poemas ibéricos
- 1997 - Poesia Completa, volume I
- 2000 - Poesia Completa, volume II
- 2017 - Poesia Completa, volume III

### Prosa
- 2000 - Pão Ázimo[4]
- 2000 - Criação do Mundo
- 1934 - A Terceira Voz[4]
- Farrusco. The Blackbird and other Stories from the Portuguese. Translated with an Introduction by Denis Brass. Illustrations by Gregorio Prieto. George Allen & Unwin Ltd.; London, 1950.
- 1937 - Os Dois Primeiros Dias
- 1938 - O Terceiro Dia da Criação do Mundo
- 1939 - O Quarto Dia da Criação do Mundo
- 1940 - Bichos[4][6]
- 1941 - Contos da Montanha[4] "Diário I"
- 1942 - Rua[4]
- 1943 - O Senhor Ventura[4] "Diário II"
- 1944 - Novos Contos da Montanha[4]
- 1945 - Vindima[4]
- 1946 - Diário III
- 1949 - Diário IV
- 1950 - Portugal
- 1951 - Pedras Lavradas[4][6] Diário V
- 1953 - Diário VI
- 1956 - Diário VII
- 1959 - Diário VIII
- 1974 - O Quinto Dia da Criação do Mundo
- 1976 - Fogo Preso
- 1981 - O Sexto Dia da Criação do Mundo
- 1982 - Fábula de Fábulas
- 1999 - Diário: Volumes IX a XVI (1964-1993), Publicações Dom Quixote e Herdeiros de Miguel Torga, 2.ª edição integral, ISBN 972-20-1647-4

Índice dos volumes
1. Diário IX (15-1-1960/20-9-1963)
2. Diário X (5-10-1963/30-7-1968)
3. Diário XI (2-8-1968/6-4-1973)
4. Diário XII (17-5-1973/22-6-1977)
5. Diário XIII (8-7-1977/20-5-1982)
6. Diário XIV (21-5-1982/11-1-1987)
7. Diário XV (20-02-1987/31-12-1989)
8. Diário XVI (11-1-1990/10-12-1993)

O seu Diário (1941-1994), em 16 volumes, mistura poesia, contos, memórias, crítica social e reflexões. No último volume, diz: "Chego ao fim perplexo, diante do meu próprio enigma. Despeço-me do mundo a contemplar atónito o triste espetáculo de um pobre Adão paradoxal, expulso da inocência sem culpa sem explicação".

### Peças de teatro
- 1941 - Terra Firme e Mar[4]
- 1947 - Sinfonia[6][4]
- 1949 - O Paraíso[4]
- 1950 - Portugal
- 1955 - Traço de União

### Ensaios e discursos
Ensaios e Discursos, publicações Dom Quixote, Lisboa, 2001, ISBN 972-20-1681-4 , ‘’tomou por base, respetivamente, os textos da 6.ª edição de Portugal, Coimbra, 1993; da 2.ª edição revista de Traço de União, Coimbra, 1969; e da edição de Fogo Preso, Coimbra, 1989”, conforme nota do editor, p. 8.

#### Traduções
Os seus livros foram traduzidos em diversas línguas, algumas vezes publicados com um prefácio seu: espanhol, francês, inglês, alemão, chinês, japonês, croata, romeno, norueguês, sueco, holandês, búlgaro.

## Prémios e homenagens

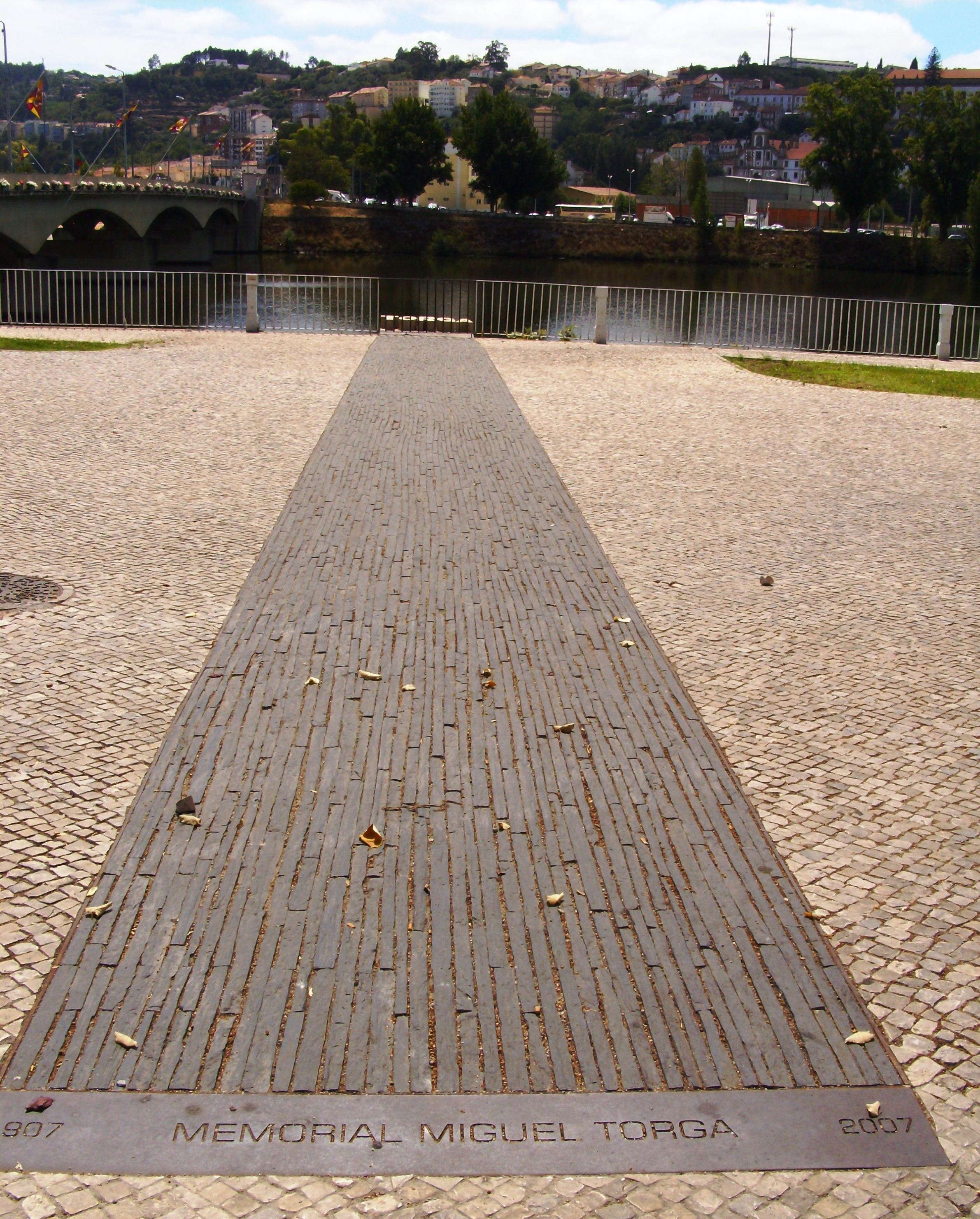
Memorial Miguel Torga, vizinho à ponte de Santa Clara, Coimbra

- 1969 - Prémio do Diário de Notícias.
- 1976 - Prémio de Poesia da XII Bienal de Internacional de Poesia de Knokke-Heist (Bélgica)
- 1980 - Prémio Morgado de Mateus, com Carlos Drummond de Andrade
- 1981 - Prémio Montaigne da Fundação Alemã F.V.S.
- 1989 - Prémio Camões
- 1989 - Oficial da Ordem das Artes e das Letras de França[11]
- 1991 - Prémio Personalidade do Ano
- 1992 - Prémio Vida Literária da Associação Portuguesa de Escritores
- 1993 - Prémio da Crítica, consagrando a sua obra
- 1995 - O seu nome foi colocado, em 3 de maio de 1995, numa rua da freguesia de Santa Maria, no concelho de Lagos.[4] - homenagem
- 2009 - Escultura em granito em Boticas[12]
- 2020 - O rosto de Miguel Torga foi esculpido na raiz de três toneladas do Negrilho, árvore que ele imortalizou através da sua escrita no poema "A um Negrilho", em São Martinho de Anta terra onde nasceu, no assinalar do 113.º aniversário do nascimento do poeta.[13]
- 2022 - Casa Miguel Torga, em S. Martinho de Anta, inaugurada no dia 17 janeiro de 2022